# Knochenleitung
Knochenleitung, auch Knochenschall oder Osteoakusis genannt, bezeichnet die Weiterleitung von Schall-Schwingungen bzw. Vibrationen durch den das Gehörorgan umgebenden Schädelknochen unter Umgehung des Mittelohrs. Die Wahrnehmung des „Knochenschalls“ wird wegen des hohen Schallwellenwiderstands des Schädelknochens normalerweise von den als Luftschall übertragenen Signalen überdeckt.

## Hintergründe
Schall stellt die Ausbreitung von kleinsten Druck- und damit auch Dichteschwankungen in einem elastischen Medium dar. Trifft Schall aus einem gasförmigen Medium – hier der Luft – auf einen Schädel, so werden dort nicht nur das Trommelfell und in der Folge die Gehörknöchelchen in Schwingung versetzt, sondern ein gewisser Betrag des Luftschalls wird bei entsprechender Intensität in Körperschall umgewandelt und führt zu Schwingungen des gesamten Schädels.
In ähnlicher Weise übertragen sich die Vibrationen eines schwingenden festen Körpers (Vibrator), etwa einer Stimmgabel oder Luft-Schallgebers (Kopfhörers).
Die Schwingungen können folgende physikalische Wellenformen annehmen:
- Oberflächenwellen an den Grenzflächen zwischen Haut und Schädelweichteilen;
- Biegewellen entlang der Schädelkalotte;
- Translationswellen quer durch das Schädelinnere;
- Verformungsschwingung im Bereich der kräftigeren Knochenstrukturen der Schädelbasis, etwa im Felsenbein.

Die auf das Schläfenbein auftreffenden unterschiedlichen Schwingungsformen überlagern sich in ihren entsprechenden Amplituden und Wellenphasen. Hieraus werden in komplexer Weise „Schalleindrücke“ generiert. Die schwingenden Knochen des Schläfenbeines regen die Luftsäulen im äußeren Gehörgang und in der Paukenhöhle an. Die Gehörknöchelchen-Kette, aber auch die Innenohrflüssigkeit führen bedingt durch die Schwingungen zu sogenannten Relativbewegungen dieser Strukturen. Die Verformungsschwingungen im Bereich des Felsenbeines können ihrerseits Verformungen im knöchernen Labyrinth und dadurch zu Auslenkungen im häutigen Labyrinth führen. Somit sind in jeweils unterschiedlicher Weise alle Abschnitte des Hörorgans an der Entstehung des Schalleindrucks aus der Knochenleitung beteiligt.

## Klinische Messung
Setzt man einen Luft-Schallgeber (Kopfhörer) direkt auf den Schädel auf, so muss man den Schallpegel um etwa 50 Dezibel erhöhen, um die gleiche Lautstärkeempfindung zu erzielen wie über das Ohr. Für Hörmessungen über Knochenleitung wird ein spezieller Knochenleitungshörer mit genormter Auflagefläche und genormtem Auflagedruck auf den Warzenfortsatz des Schläfenbeins (Knochen direkt hinter der Ohrmuschel) gesetzt und mit einem Kopfbügel festgehalten. Um auf diesem Weg die normale Hörschwelle feststellen zu können, muss der Schwellenkraftpegel der vom Knochenleitungshörer abgegebenen Vibration deutlich höher sein als beim Luftleitungshörer. Das Audiometer wird aber so kalibriert, dass die normale Hörschwelle auch bei Messung mit dem Knochenleitungshörer wieder als null Dezibel angegeben wird. Wird der Knochenleitungshörer auf der Stirne aufgesetzt, ist zur Erreichung der Hörschwelle ein rund zehn Dezibel höherer Schwellenkraftpegel erforderlich. Wird das über Knochenleitung angeregte Ohr verschlossen (etwa durch Kopfhörer oder Gehörschützer), entsteht ein geschlossenes Luftvolumen im äußeren Gehörgang, was zu einer Erniedrigung des Hörschwellenpegels führt.

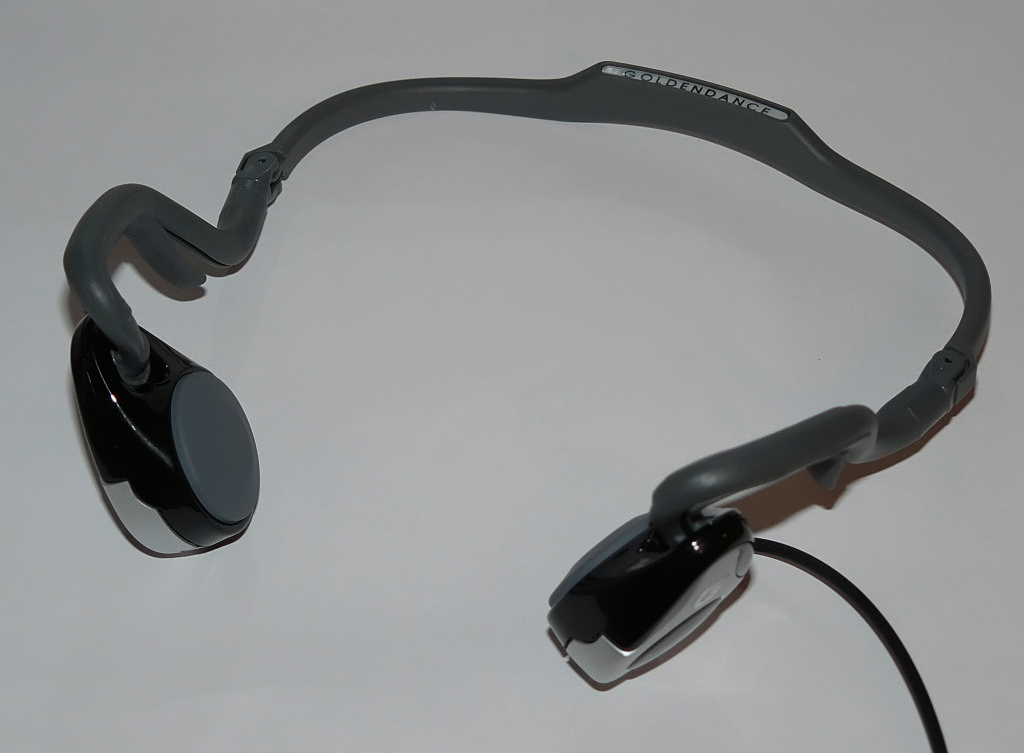
Knochenleitungshörer, der direkt an den Schädelknochen anliegt.

Die Knochenleitung ist von medizinischer Relevanz, weil sie im Gegensatz zur Luftleitung das Mittelohr umgeht. Patienten mit Schädigungen des Mittelohres oder des Außenohres können daher über die Knochenleitung Schall normal wahrnehmen, während sie beim Hören über Luftleitung deutliche Defizite zeigen.
Die audiometrische Prüfung der Knochenleitung beim Rinne-Versuch und bei der Tonaudiometrie nutzt dieses zur Differentialdiagnose einer Hörstörung. Bei normalem Hören über Knochenleitung, aber verschlechtertem Hören über Luftleitung handelt es sich um eine Schallleitungsschwerhörigkeit, bei gleicher Verschlechterung des Hörens über Luft- und Knochenleitung um eine Innenohrschwerhörigkeit.
Von praktischem Nutzen kann der Knochenschall beziehungsweise die Knochenleitung für Hörbehinderte mit einer Schallleitungsschwerhörigkeit sein. In bestimmten Fällen wird Knochenschall mit einem Knochenleitungshörgerät zur Behebung der Hörstörung genutzt. Dabei wird der Luftschall auf den Schädelknochen übertragen, wobei das Innenohr dann die Schallvibrationen empfangen kann.
Im Alltag ist das Phänomen durch die Gewohnheit von Dirigenten und Chorleitern bekannt, die Stimmgabel auf den Schädel aufzusetzen und so den Kammerton direkt durch den Knochen zu hören. Bei Verwendung von Gehörschutz oder In-Ear-Monitoring führt die Knochenleitung bei bestimmten Musikinstrumenten (Gesang, Blechblasinstrumente) zu einer Klangverfälschung.
Beim Hören der eigenen Stimme wird der subjektive Höreindruck von den durch die Knochen geleiteten Schallanteilen erheblich mitgeprägt. Nach Ausschaltung dieses Knochenschallanteils, zum Beispiel bei der akustischen Wiedergabe der eigenen Stimme von einem Magnetband oder einem anderen Tonträger, bemerkt man deutlich die gehörte Veränderung.

## Grafische Darstellung der Messergebnisse, Interpretation
Nachdem an beiden Ohren die Luftleitungsmessung über die aufgesetzten Kopfhörer erfolgt ist, bekommt der Patient einen Knochenleitungshörer aufgesetzt, er sitzt direkt auf dem Schädelknochen auf. Hiermit können analog zur Luftleitung die Hörschwellen der Knochenleitung bestimmt werden. Man erhält in dieser Relativdarstellung dann für jedes Ohr – also rechtes und linkes Ohr – getrennt durch Verbindung der Hörschwellenpunkte die sogenannten Hörschwellenkurven für die Luftleitung sowie für die Knochenleitung.
Grundsätzlich werden die Befunde des rechten Ohres in roter Farbe (Symbole für Luftleitung „O“ rechts, „X“ links; Symbole für Knochenleitung „<“ rechts, „>“ links) in das linke Feld eingetragen, die Befunde des linken Ohres in blauer Farbe in das rechte Feld. Bei Audiogrammen, bei denen die eingetragenen Kurven nur geschwärzt wiedergegeben sind, geben die verwendeten Zeichen zusätzlichen Aufschluss, welche Graphik für das rechte und welche für das linke Ohr steht. So wird die Hörschwelle über Kopfhörer, die sogenannte Luftleitung, für das rechte Ohr mit einem Kreis „O“ eingetragen, für das linke mit einem Kreuz „x“.
| -                             | rechtes Ohr | linkes Ohr |
| ----------------------------- | ----------- | ---------- |
| Luftleitung                   | O           | X          |
| Luftleitung mit Maskierung    | Δ           | ẝ          |
| Knochenleitung                | <           | >          |
| Knochenleitung mit Maskierung | [           | ]          |
| Fehlende response             | ↓           | ↓          |

### Schallleitungsstörung
Werden die in der Audiometrie angebotenen Töne über die Luftleitung schlecht, aber über die Knochenleitung gut wahrgenommen, spricht man von einer Schallleitungsstörung. Vereinfacht sind die Ursachen hierfür alles, was den Schall auf seinem Weg vom Außenohr ins Innenohr behindert.

### Schallempfindungsstörung
Im Vergleich dazu steht die Schallempfindungsstörung mit ihren Ursprung im Innenohr oder den damit verbundenen nervalen Verschaltungen. Die Audiogramme zeigen Hörkurven, die sowohl für die Knochen- als auch für die Luftleitung parallel verlaufen, jedoch liegen die einzelnen Hörschwellen deutlich über den Grenzen von Normalhörenden; siehe Abbildung des 13-jährigem Knaben mit Alport-Syndrom.

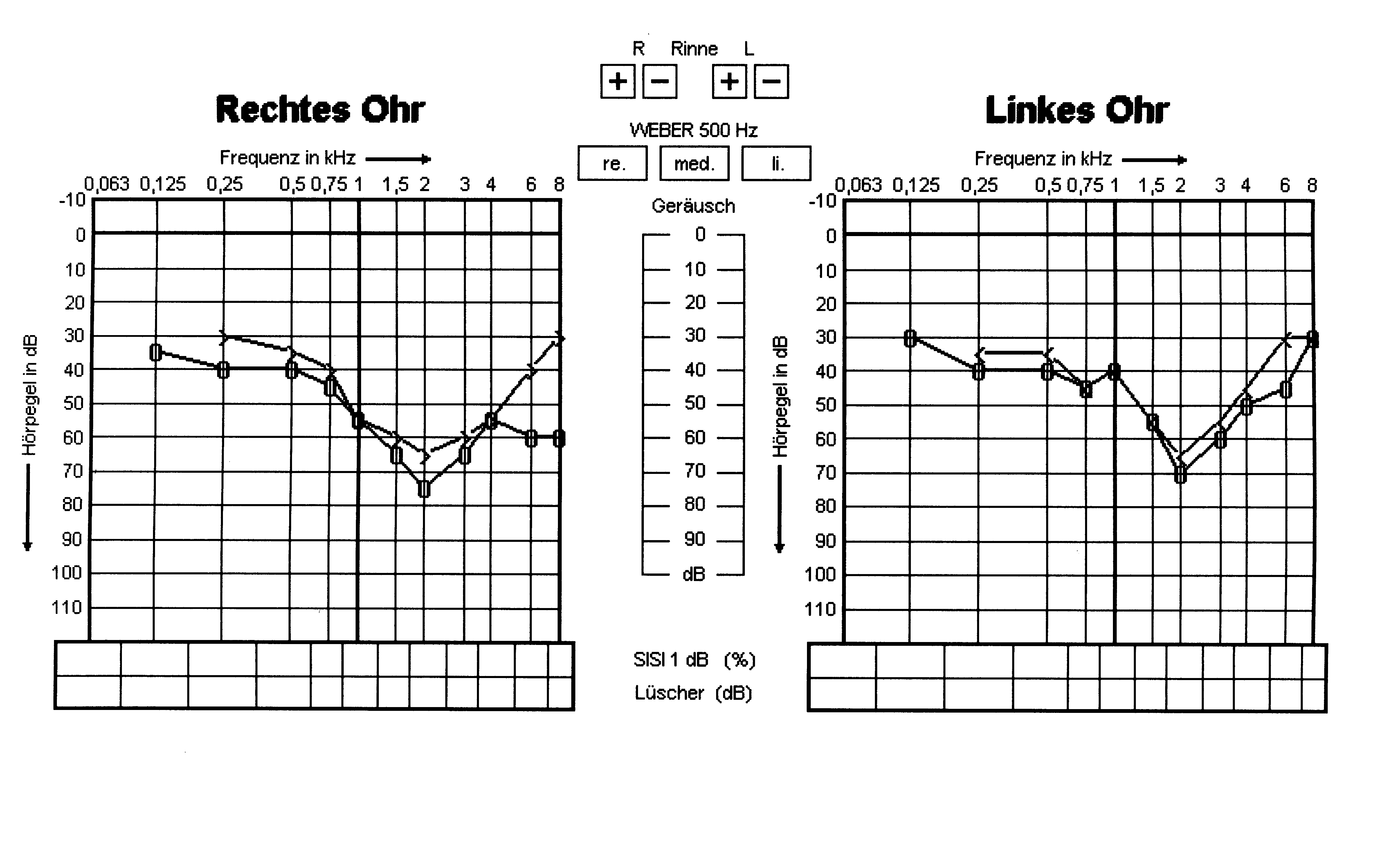
Audiogramm Hörschwellenkurven einer Innenohrschwerhörigkeit (Schallempfindungsstörung) bei 13-jährigem Knaben mit Alport-Syndrom. : Knochenleitung ẝ Luftleitung
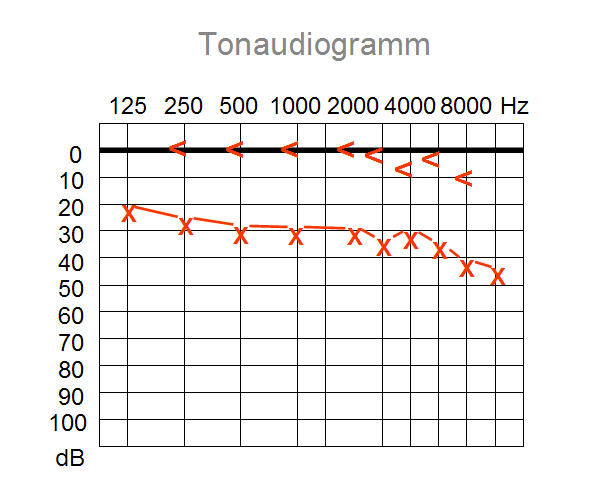
Schallleitungsschwerhörigkeit im Tonaudiogramm des rechten Ohres („rote“ Linien; im Vergleich zum linken Ohr mit „blauen“ Linien) <: Knochenleitung, links X: Luftleitung Die Differenz zwischen Luftleitungs- und Knochenleitungsaudiogramm ist typisch für eine Schallleitungsschwerhörigkeit